# Влюбените птици
„Влюбените птици“ (на английски: The Lovebirds) е американска романтична комедия от 2020 г. по сценарий на Арън Ейбрамс, Брендън Гол и Мартин Геро. Във филма участват Кумаил Нанджиани, Иса Рей, Пол Спаркс, Ана Камп и Кайл Борнхаймър.
Първоначално премиерата на филма е насрочена за 3 април 2020 г. от Парамаунт Пикчърс, но е отменена по време на пандемията от COVID-19 заради затварянията на кината по света. Правата са продадени на Netflix и „Влюбените птици“ е пуснат дигитално на 22 май 2020 г. Филмът получава смесени отзиви от критиците.

## Актьорски състав
| Актьор              | Роля             |
| ------------------- | ---------------- |
| Кумаил Нанджиани    | Джибран          |
| Иса Рей             | Лейлани Брукс    |
| Ана Кемп            | Еди              |
| Пол Спаркс          | Мустака          |
| Кайл Борнхеймър     | Брет             |
| Андрин Уорд-Хамънд  | Детектив Мартин  |
| Моузес Сторм        | Стийв            |
| Мадхи Кочи          | Кийт             |
| Нарендра Сингх Дами | Нимеш            |
| Никълъс Парсънс     | Том Колелото     |
| Бари Ротбарт        | Господин Хипстър |
| Катрин Коен         | Госпожа Хипстър  |